# Zhangjiakou
Pronunciação
Zhangjiakou ou Changkiakow (张家口) é uma cidade da província de Hebei, na China. Localiza-se no noroeste da província. Tem cerca de 876 mil habitantes. É historicamente uma cidade fronteiriça da China com a Mongólia.